# Institut supérieur de l'aéronautique et de l'espace
Institut supérieur de l'aéronautique et de l'espace (ISAE-SUPAERO) er et fransk ingeniør-institut tilknyttet Groupe des Écoles Aéronautiques.
Instituttet blev oprettet i 1909 (École nationale supérieure de l'aéronautique et de l'espace) og har i dag omkring 1600 studerende. 

## Internationalt samarbejde
ISAE-SUPAERO-samarbejdsuniversiteter:
- Top Industrial Managers for Europe (TIME): Danmarks Tekniske Universitet (DTU), ISAE-SUPAERO

## Grader tilbydes
- Ingeniør SUPAERO
- Mastère Spécialisé (i partnerskab med École nationale de l'aviation civile og École de l'Air)[2]